# Oleśnica (Słupca)
Pour les articles homonymes, voir Oleśnica (homonymie).
Oleśnica (prononciation : [ɔlɛɕˈnit͡sa]) est un village polonais de la gmina de Zagórów dans le powiat de Słupca de la voïvodie de Grande-Pologne dans le centre-ouest de la Pologne.
Il se situe à environ 3 kilomètres à l'est de Zagórów (siège de la gmina), à 16 kilomètres au sud de Słupca (siège du powiat) et à 74 kilomètres à l'est de Poznań (capitale régionale).

## Histoire
De 1975 à 1998, le village faisait partie du territoire de la voïvodie de Konin.

Depuis 1999, Oleśnica est situé dans la voïvodie de Grande-Pologne.